# Robert Hippolyte Chodat
Robert Hippolyte Chodat (Moutier, 4 giugno 1865 – Ginevra, 28 aprile 1934) è stato un botanico e micologo svizzero.

## Biografia
Egli studiò medicina e botanica a Ginevra.
Nel 1889 diventò professore associato e due anni dopo professore di botanica medica e farmaceutica.
Nel 1908 Chodat divenne rettore dell'Università di Ginevra.
Nel 1914, insieme a Emil Hassler (1864-1937), partecipò ad una spedizione scientifica raccogliendo piante nella regione orientale del Paraguay.
Il 25 giugno del 1922 divenne socio dell'Accademia delle scienze di Torino.
Nel 1933 fu insignito della Medaglia Linneana.

## Pubblicazioni
- Monographia Polygalacearum, vol.1- 1891, vol.2- 1893
- 1898-1907 : Plantae Hasslerianae (con Emil Hassler)[2][3][4][5][6]
- Etude Critique et Experimentale sur le Polymorphisme des Algues, 1909
- La Végétation du Paraguay. Résultats Scientifiques d'une Mission Botanique Suisse au Paraguay, (con Wilhelm Vischer 1890-1960).
- La biologie des plantes: Les plantes aquatiques, 1917